# Egarkunr
Egarkunr là một thị trấn thống kê (census town) của quận Dhanbad thuộc bang Jharkhand, Ấn Độ.

## Nhân khẩu
Theo điều tra dân số năm 2001 của Ấn Độ, Egarkunr có dân số 10.212 người. Phái nam chiếm 54% tổng số dân và phái nữ chiếm 46%. Egarkunr có tỷ lệ 55% biết đọc biết viết, thấp hơn tỷ lệ trung bình toàn quốc là 59,5%: tỷ lệ cho phái nam là 66%, và tỷ lệ cho phái nữ là 41%. Tại Egarkunr, 13% dân số nhỏ hơn 6 tuổi.